# Gerbera hypochaeridoides
Gerbera hypochaeridoides là một loài thực vật có hoa trong họ Cúc. Loài này được Baker mô tả khoa học đầu tiên năm 1883.